# 伍斯特战役
伍斯特战役（英語：Battle of Worcester）是1642年开始的英国内战的最后一场战役，发生于1651年9月3日英格兰伍斯特。奥利弗·克伦威尔和约翰·兰伯特的议会军/新模范军28,000人，击败了国王查理二世的16,000人的保王党军队，保王党军大部由苏格兰人组成。保王党军队在伍斯特及其周围地区构建防御阵地，战斗地区被塞文河一分为二，特梅河成为伍斯特西南部的又一障碍。克伦威尔将他的军队分为两个主要部分，由塞文河开，以便从东西方进攻。在河流过境点进行了激烈的战斗，保王党对东部议会军的两次极具威胁性的突击被击退。在向该市以东的主要堡垒发动突击之后，议会军进入伍斯特，保王党有组织的抵抗运动遂告瓦解。查理二世最后得以逃脱捕获。